# 住居侵入罪
住居侵入罪（じゅうきょしんにゅうざい）は、刑法130条前段に規定される罪。同条後段には不退去罪が規定されている。

## 概説
住居侵入罪は、正当な理由がないのに、人の住居など（『人の住居若しくは人の看守する邸宅、建造物若しくは艦船』）に侵入した場合に成立する。法定刑は3年以下の拘禁刑または10万円以下の罰金である。未遂も処罰される。
保護法益や構成要件の解釈をめぐって争いが多い。構成要件該当性や違法性を認定するにあたっては、住居権者の意思や侵害者（とされる者）の行為態様の考慮、さらに両者の基本的人権の比較考量などをするべきか、するとしてもどのようにすべきかが問題になる。例えば、窃盗目的で開店中のデパートに玄関から入店することが建造物侵入にあたるかといった場面で問題となる。
在日米軍の施設に侵入した場合は刑特法により処罰される。
なお、かつては皇居等侵入罪の規定が刑法131条に存在した（天皇皇族に対する行為の重罰規定）が、1947年に削除され、現在は住居侵入罪で処断される。

## 保護法益
住居侵入罪の保護法益については、これを居住権とする説と、住居の事実上の平穏であるとする説とがある。
ここでいう「居住権」の内容は、様々である。戦前の判例は家制度を前提とし、家長に帰属する住居権を保護法益とする立場に立っていた。これを旧住居権説と言うが、戦後この見解は廃れた。その後、学説では住居の平穏が保護法益であるとの立場（平穏説）が有力化した。また、住居権の内容を『他人を住居に立ち入らせるかどうかの自由（許諾権）』と再構成した上で住居権を保護法益と解する学説（新住居権説）も主張された。
戦後の下級審裁判例では平穏説に親和的な判決が多数出現し、最高裁判決においても、傍論ではあるが平穏説に立つことを明言し、あるいは、平穏説に立つと見られるものが現れた（最判昭和51年3月4日刑集30巻2号79頁）。しかし、「侵入」の意義に関して、これを「他人の看守する建造物等に管理権者の意思に反して立ち入ることをいう」とした最高裁判決（最判昭和58年4月8日刑集37巻3号215頁）が登場して以来、判例は新住居権説に立っていると理解されている。
住居侵入罪によって結果的にプライバシーが保護されることはあるが、プライバシー侵害を理由として処罰されるわけではない。保護法益あるいは「侵入」の意義を検討するに際してプライバシーに言及する学説も多いが、プライバシーを住居侵入罪の保護法益と考えているわけではない。

## 客体
「どこへ」侵入することが住居侵入罪となるのかが、「客体」の問題である。住居侵入罪の客体、すなわち、本罪において侵入が禁止される場所として刑法130条に規定されているのは、「人の住居」のほか、人の看守する「邸宅」、「建造物」、又は「艦船」である。このうち、「住居」と「邸宅」に何が含まれるのかについて特に争いがある。

### 人の住居
「住居」は、人が起臥寝食（きがしんしょく）のために日常的に使用する場所と定義される。これに対し、人が日常生活を営むために使用する場所であれば「住居」と言ってよいとする反対説もある。両者の対立は、会社の事務所、大学の研究室、店舗などが「住居」に含まれるか否かという形で具体化する。前者の立場に拠ればこれらは「住居」ではないことになるが、「建造物」には該当するため、刑法130条違反が成立しなくなるわけではない。
「住居」と言えるかどうかがしばしば問題となるものとして、マンションの共用部分（階段、通路等）がある。マンションの各個室が「住居」であることについて異論は見られない。共用部分については、これを「住居」と見る見解と、「邸宅」に含まれるに過ぎないとする見解とがある。もし共用部分を「邸宅」に過ぎないとするのであれば、「人の看守する」共用部分への侵入のみが住居侵入罪を構成することとなる。裁判例は、「住居」ではなく「邸宅」であるとする傾向にある。ただし、学説においては「住居」の共用部分は「住居」に含めるべきとの立場もあり、また、下級審裁判例の中にも「住居」とするものが少なくない。いずれにせよ、誰でも出入りできる共用部分であるからと言って、直ちに住居侵入罪が成立しないとされているわけではない。
判例　平成20年4月11日にマンションの共用部分については「住居」ではなく「人の看守する邸宅」であるという立場をとったので、「住居」は基本的に専有部分のみをさすものと考えられる。
なお、「人の」住居となっていることから、他人の住居への侵入のみが本罪を構成する。その他人が不法占拠者であっても構わないとされる。また、賃料を滞納していたり行方不明になっている賃借人の住居に大家が入って裁判所の執行手続によらず荷物を引き払ったりする行為も住居侵入罪に該当するとされている。

### 邸宅・建造物
「人の看守する邸宅、建造物」への侵入も住居侵入罪を構成する。
「人の看守する」とは、人による事実上の管理・支配を意味する（最判昭和59年12月18日刑集38巻12号3026頁）。
「邸宅」とは、人が現に住んでいない空き家等を指す。また、季節的に使用される別荘等であって人が住んでいない期間についてもこれに該当する。
なお、住居に付属した敷地（庭など）への侵入も住居侵入罪となる。また、住居に付属した敷地は、住居に接続して障壁等で囲まれている囲繞地（いにょうち）であると認められる場合には、住居の一部として扱われ、そこへの侵入が住居侵入罪を構成する（最大判昭和25年9月27日刑集4巻9号1783頁。囲繞地の定義につき、最判昭和51年3月4日刑集30巻2号79頁）。そのため、建物に侵入していなくても壁を乗り越えて中庭等へ侵入した時点で、住居侵入罪の既遂となる（未遂にとどまるのではない）。
また、マンションの共用部分も邸宅に該当する（最判平成20年4月11日）。

### 艦船
刑法130条にいう「艦船」とは、人が居住し得る程度の大きさのある艦艇（軍艦）および国や民間が所有する船舶のことを言う。公園の池などにあるボートやカヌーは「艦船」ではないといえる。

### 囲繞地
以上の住居、邸宅、建造物または艦船に該当しない駐車場、空き地や田畑に入ったり、自動車、鉄道車両の内側に入っても、住居侵入罪は成立しない（但し、踏み荒らしや汚損があれば器物損壊罪、正当な理由による退去措置に反すれば鉄道営業法違反、業務妨害罪等、立入禁止の表示があれば軽犯罪法第1条第32号違反に問われうる。）
住居、邸宅または建造物に付属しこれを囲む土地（「囲繞地」）については諸説あるが、判例は「建物に接してその周辺に存在し、かつ、管理者が外部との境界に門塀等の囲障を設置することにより、建物の附属地として、建物利用のために供されるものであることが明示されれば足りる」（中略）（囲障は）「外部との交通を阻止し得る程度の構造を有するものである」（中略）「本来建物固有の敷地と認め得るものかどうか、また、囲障設備が仮設的構造（中略）かどうかは問わない」として、仮設の金網柵を動かして引き倒しその内側の囲繞地に侵入する行為につき、当該囲繞地は「建造物侵入罪の客体にあたる」とした。
このように多数通説および判例は、「まさに右部分への侵入によって建造物自体への侵入若しくはこれに準ずる程度に建造物利用の平穏が害され又は脅かされることからこれを保護しようとする趣旨」とする「平穏説」を取っている。
また、東京高裁1993年（平成5年）7月7日判決においては、「建物の付属地として門塀を設けるなどして外部との交通を制限し、外来者がみだりに出入りすることを禁止している場所に故なく侵入すれば建造物侵入罪が成立」とし、「囲繞地であるためには、その土地が、建物に接してその周辺に存在し、かつ、管理者が外部との境界に門塀等の囲障を設置することにより、建物の付属地として、建物利用のために供されるものであることがしめされれば足り」るとし、囲障の瑕疵（鎖錠の有無、門扉開閉の有無）に関わらず犯罪が成立するとした。
以上の事から、建物等の囲繞地であって、ブロックや塀、竹垣等によって門塀を備えたものは勿論のこと、敷地境界において鎖一本や、ロードコーン・コーンバー等により簡易に囲障を備えているものであっても、建造物侵入罪の客体となる。門扉が開放されている、囲障に隙間があって通過可能と言った事等は適用除外の理由にならず、すなわち当該囲繞地につき侵入を阻止する意思表示があり、それを敢えて不法に踰越すれば、犯罪が成立するとしたものである。

### その他
人が外出や旅行等で一時的または長期的に住居を離れている場合も当然本罪の客体となる。また別荘や二次的住宅（占有者の都合により不定期、一時的に起臥寝食に利用するもの）等については、たとえ人が住んでいない時季や期間等であっても、看守されている邸宅であるから本罪の客体となる。
廃屋同然の遺棄、放棄された住居（「邸宅」）や建造物に侵入し、かつそこに居座ったような場合は、軽犯罪法第1条第1号の適用が検討される。ただし、災害等の理由により当該住居から避難している場合は、住居が居住可能な状態でありさえすればたとえ放棄状態であったとしても、住居を遺棄、放棄している訳ではなく単に住居が占有者の占有離脱の状態にあるに留まるから、本罪の成立を妨げない。
その他の建造物、艦船についても、本罪は人が看守している事を要件としているから、（長期的に）人が看守していないこれらのものの「内側」に居座った場合には、軽犯罪法第1条第1号が適用される。なお、同法の条項は「艦船」ではなく「船舶」としているから、住居侵入罪が想定する「艦船」よりも小さな舟艇の内側に潜んでいた場合も同法の適用がある。
軽犯罪法第1条第1号は「内」側としている事から、人が住んでおらず看守されていない建造物等の囲繞地には適用がないものと考えられるが、同法同条第32号の適用の余地はある。

## 「侵入」の意義

### 意思侵害説と平穏侵害説
どのような立入りを「侵入」とするのか、住居侵入罪の保護法益とも関係して、見解が対立している。
まず、住居権者・管理者の意思に反する立入りを「侵入」であるとする立場（意思侵害説）がある。これは通常、住居侵入罪の保護法益を住居権と解する立場からの帰結であると言われる。他方、住居の平穏を害する立入りが「侵入」であるとする立場（平穏侵害説）があり、これは住居侵入罪の保護法益を住居の平穏と解する立場からの帰結であるとされている。
両説の違いが生じる典型事例は、住居の住人（住居権者）又は建造物等の管理者が立入りを禁止している場合に、平穏を害さないよう静かに立ち入ったときである。管理者等の意思に反した立ち入りをもって「侵入」と解する立場によれば、住居侵入罪が成立しうる。他方、平穏を害するような立入りをもって「侵入」とする立場によれば、こうした立入り行為は「侵入」といえず、住居侵入罪は成立しないことになる。
判例は、住居権者等の意思に反する立入りをもって「侵入」と解している（最判昭和58年4月8日刑集37巻3号215頁）。このことをもって判例は、住居侵入罪の保護法益を住居権と考える立場に立っているとされている。
最高裁判決が「侵入」を肯定した事例には以下がある。
- 全逓信労働組合が郵便局内へ立ち入り、ビラ1000枚を貼付した事例（昭和48年4月18日）
- 税務署庁舎内にセメント袋に入れた人糞を投げ込むため、夜間に、人が自由に通行できる税務署構内へ立ち入った事例（昭和31年12月5日）
- 強盗の目的を隠しつつ「今晩は」と声をかけ家人が「おはいり」と応じた後に住居へ立ち入った事例（昭和24年7月22日）
- ATM利用客のカードの暗証番号等を盗撮する目的で、営業中の銀行支店出張所（無人）へ立ち入った事例（平成19年7月2日）
- 自衛隊の宿舎に反戦ビラを新聞受けに入れるために、宿舎の敷地及び1階出入口から各戸玄関前まで立ち入った行為（平成20年4月11日）

## 未遂処罰
住居侵入罪は未遂も処罰される（刑法132条）。例えば、他人の家の塀を乗り越えようとした時点で住居侵入罪の未遂である。ただし、塀に上った時点で未遂ではなく既遂である。

## 不退去罪との関係
たとえ立入り行為が「侵入」ではないなどとして住居侵入罪の成立が否定されたとしても、管理者等から退去するよう要求されてこれに応じない場合には不退去罪が成立する。住居侵入罪と不退去罪とどちらの犯罪成立要件とも満たす場合には、住居侵入罪のみを成立させるのが判例の立場である。

## 他の犯罪との関係
例えば窃盗目的で人の家に忍び込んだ場合には、窃盗罪と住居侵入罪の2罪が成立し、両罪は手段と目的の関係にあるといえるため牽連犯（刑法54条1項後段）となり、科刑上一罪として最も重い罪の法定刑の範囲で処罰される。窃盗罪のほかにも、強盗罪、放火罪、強姦罪、殺人罪などが牽連犯の関係にあるとされる。

## 表現の自由との関係
立川反戦ビラ配布事件や葛飾政党ビラ配布事件など、政治団体や政党の活動の一環としてビラやチラシの配布を行うために、住民の了解なく、もしくは住民から立入らないよう求められている部外者が住居（共用部分）に立ち入る行為が住居侵入罪となるかどうかが争われる事例が生じている。
そこでは、まず、物理的には常時誰でも立ち入ることができる場所に立ち入ったに過ぎず、住居侵入罪の客体である「住居」等への侵入に該当しないのではないか、という議論がなされている。
弁護士の伊藤真は、防衛省官舎へのビラ配布は20年以上にわたって行なわれてきたものの、立川反戦ビラ配布事件以前に問題とされたことは一度もないことや、営利目的のビラを無断で郵便受けに入れることが問題にされることはまずないことから、「立川反戦ビラ配布事件での逮捕、起訴は、配布した人物とビラの内容を理由に行われたものである」と指摘し、「刑法よりも表現の自由を保障する憲法の方が上位にあるため、刑法が憲法上の価値とぶつかるときには、一定限度で犯罪にすることを差し控えなければならない」と主張している。
裁判例でも有罪とするものと無罪とするものとが混在しており、それぞれの理由も異なっている。なお、2008年4月11日、最高裁判所第2小法廷は立川反戦ビラ配布事件について住居侵入罪の成立を認めるとともに、管理権者の意思に反する行為であり、住民の私生活の平穏を害する行為であるとして日本国憲法第21条第1項に反しないとした。

## 批判
弁護士の小倉秀夫は「刑法上処罰規定がない盗撮を事実上処罰するために住居侵入罪を活用するのは裏技的だと思う」と述べている。